# Ordre Commando
 (avril 2024).
Si vous disposez d'ouvrages ou d'articles de référence ou si vous connaissez des sites web de qualité traitant du thème abordé ici, merci de compléter l'article en donnant les références utiles à sa vérifiabilité et en les liant à la section « Notes et références ».

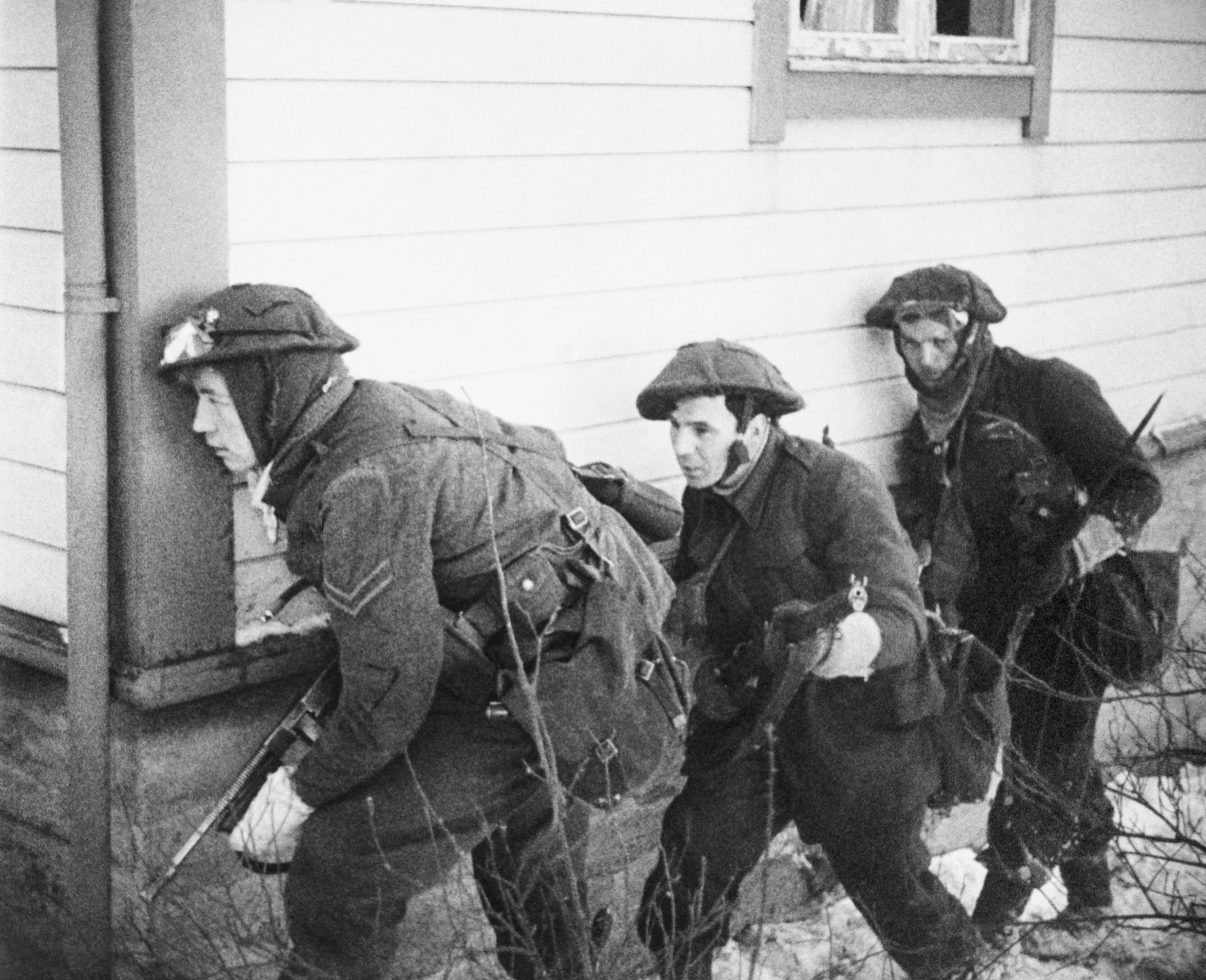
Commando britannique durant l'opération Archery le 27 décembre 1941.

L'ordre Commando (en allemand : Kommandobefehl) est un ordre émis par Adolf Hitler le 18 octobre 1942 qui indiquait que tout commando allié fait prisonnier par les forces allemandes en Europe ou en Afrique devait immédiatement être exécuté, sans procès, même s'il était porteur d'un uniforme ou s'il s'était rendu de lui-même. Tout soldat commando, petit groupe de commando ou toute unité similaire, agents ou saboteurs en civil qui tombaient dans les mains des forces allemandes autre que par le combat devaient être remis immédiatement au Sicherheitsdienst (SD, service de renseignement de la SS). L'ordre, qui fut émis secrètement, stipulait précisément que tout commandant ou officier allemand qui ne l'appliquait pas proprement serait coupable d'un acte de négligence punissable selon la loi militaire allemande. C'était en fait le second "ordre Commando", le premier ayant été émis par le Generalfeldmarschall Gerd von Rundstedt le 21 juillet 1942, stipulant que les parachutistes devaient être remis à la Gestapo. Peu après la fin de la Seconde Guerre mondiale, lors du procès de Nuremberg, l'ordre Commando fut reconnu comme une violation des lois de la guerre et les officiers allemands qui avaient mené ces exécutions illégales en appliquant cet ordre, furent reconnus coupables de crime de guerre.

## Origine de l'ordre
Lors d'un raid de reconnaissance sur l'île de Sercq (dans l'archipel des îles Anglo-Normandes) début octobre 1942 (opération Basalt), un petit détachement de soldats britanniques captura cinq soldats allemands (il était prévu de les ramener en Grande Bretagne pour interrogatoire) et pour éviter qu'ils n'alertent la garnison, les bâillonna avec de l'herbe et leur lia les mains. Trois d'entre eux tentèrent de s'enfuir à l'approche de la plage d'embarquement et furent abattus par les Britanniques. La propagande allemande s'empara de l'affaire et parla d'une exécution sommaire, contraire aux lois de la guerre. Des soldats canadiens capturés lors du raid de Dieppe furent alors menottés dans les camps de prisonniers allemands ; par mesure de rétorsion le même traitement fut appliqué à des prisonniers allemands détenus au Canada. Même si ces mauvais traitements réciproques furent ensuite abandonnés (en partie grâce à l'action des délégués de la Croix-Rouge suisse), le haut-commandement allemand prit prétexte de l'affaire de Sercq pour édicter des instructions drastiques visant à exécuter sommairement les troupes de commandos et de sabotage.
L'ordre, émanant de Hitler, ne fut publié qu'à douze exemplaires, destinés à la haute hiérarchie militaire avec diffusion sous le sceau du secret. 
Probablement conscients des réticences éthiques de certains militaires de tradition, Hitler et son État-Major spécifièrent que les prisonniers relevant du Kommandobefehl devaient être remis au SicherheitDienst (SD, service de sécurité SS), dirigé par Reinhard Heydrich.

## Mise en application de l'ordre
Parmi les militaires allemands qui firent en sorte de ne pas relayer cet ordre, le nom d'Erwin Rommel est souvent cité.
Deux officiers et cinq soldats britanniques capturés en Norvège lors de l'opération Musketoon (destruction d'une usine électrique) furent fusillés en novembre 1942 à Sachsenhausen. Plusieurs soldats britanniques capturés en Norvège lors de tentatives menées dans le cadre de la Bataille de l'eau lourde connurent le même sort.
Des Royal Marines britanniques ayant participé au raid en kayak sur la Gironde (Opération Frankton) furent capturés à la suite du raid ; deux furent sommairement exécutés en décembre 1942, quatre autres en mars 1943 après avoir été torturés. L'amiral Raeder éleva une manière de protestation en déclarant qu'« il s'agissait de quelque chose de nouveau en matière de droit international dans la mesure où les soldats concernés avaient été capturés en uniforme ». Seuls deux membres des commandos Frankton réussirent leur évasion vers l'Espagne grâce à une filière de la Résistance, dont le Major "Blondie" Hasler, futur créateur de la course transatlantique à la voile en solitaire.
L'équipage de la vedette rapide MTB 345 qui assurait la liaison entre les Îles Shetland et la résistance en Norvège, six marins norvégiens de la Marine royale norvégienne et un marin britannique, furent exécutés après capture en juillet 1943 avec l'approbation du général Falkenhorst, qui fut condamné en 1946 pour crimes de guerre.
Avec les préparatifs du débarquement en Normandie et l'intensification des opérations de commando en liaison avec les mouvements de résistance dans les pays occupés, le nombre d'exécutions en application du Kommandobefehl augmenta à partir de 1943-1944. On peut citer, entre autres, les 34 soldats parachutistes (Special Air Service) britanniques capturés lors de l'opération Bulbasket, le sabotage de la liaison ferroviaire Paris-Bordeaux destiné à bloquer le transport de renforts blindées vers la Normandie. L'exécution est prise en charge par la Wehrmacht ; trois des prisonniers, blessés gravement par les combats précédents, furent exécutés par injection létale sur leur lit d'hôpital.
À partir de 1944-1945, avec les bombardements anglo-américains massifs sur l'Allemagne désormais aux abois, et la fureur de la population civile, exploitée par la propagande du 3e Reich, l'ordre des commandos fut utilisé pour justifier nombre d'exécutions sommaires d'aviateurs anglais ou américains abattus.
Neuf agents américains de l'OSS et quatre agents britanniques du SOE opérant en Slovaquie, capturés et transférés à Mauthausen y furent exécutés en janvier 1945 sur ordre du commandant SS Ernst Kaltenbrunner, ainsi qu'un correspondant de guerre américain travaillant pour l'agence Associated Press, Joseph Morton, qui s'était joint au commando.

## Conséquences: les procès d'après-guerre
Lors des divers procès pour crimes de guerre, le Kommandobefehl, clairement contraire aux lois admises de la guerre, servit de base à l'inculpation de nombre de militaires allemands de tous grades, tant décisionnaires qu'exécutants.
Erich Raeder expliqua lors du procès de Nuremberg qu'il avait pensé que l'ordre pouvait se justifier, malgré ses interrogations, et qui l'avait relayé, fut de ce fait condamné à une peine de prison qu'il purgea jusqu'en 1955. La transmission et l'application de l'ordre furent reprochés, toujours à Nuremberg, aux généraux Wilhelm Keitel et Alfred Jodl (pour lesquels les chefs d'accusation étaient plus nombreux et plus importants). Tous deux furent exécutés par pendaison, comme le fut également Kaltenbrunner.
Le général Von Falkenhorst, qui commandait le front de Norvège et appliqua l'ordre en faisant exécuter les soldats anglais et norvégiens des commandos de sabotage de l'usine d'eau lourde de Rjukan fut lui aussi condamné à mort mais sa peine fut commuée en 20 ans de détention, peut-être parce qu'il avait précédemment intercédé auprès de Hitler pour faire gracier des résistants norvégiens. 
Le général Anton Dostler, qui avait fait appliquer le Kommandobefehl en Italie fut condamné à mort et exécuté malgré sa tentative de s'abriter derrière des « ordres supérieurs ». Le général Curt Gallenkamp, qui a ordonné l'exécution des soldats britanniques SAS de l'opération Bulbasket, a été condamné à mort en 1947, et sa peine commuée en prison à vie. Il fut libéré en 1952.